# SK Úvaly
SK Úvaly (celým názvem: Sportovní klub Úvaly) je český fotbalový klub, který sídlí ve městě Úvaly nedaleko Prahy v okrese Praha-východ ve Středočeském kraji. Založen byl v roce 1919 pod názvem Sportovní klub Ouvaly. Svůj poslední název si nese od roku 1928. V letech 2012–2018 působil v české fotbalové soutěži Divize B. Klubové barvy jsou černá a bílá. K nejvýznamnějším hráčům patří Filip Hološko.
Své domácí zápasy hraje na stadionu SK Úvaly s kapacitou 500 diváků.

## Historické názvy
Zdroj: 
- 1919 - 1928 – Sportovní klub Ouvaly
- 1928 - ???? - SK Úvaly

## Umístění v jednotlivých sezonách
Stručný přehled
- 2004–2005: I. B třída Středočeského kraje – sk. B
- 2005–2006: I. A třída Středočeského kraje – sk. B
- 2006–2012: Přebor Středočeského kraje
- 2012–2018: Divize B
- 2018–2019: I. A třída Středočeského kraje – sk. B
- 2019–2020: I. B třída Středočeského kraje – sk. B
- 2020–2022: I. B třída Středočeského kraje – sk. D
- 2022–: I. A třída Středočeského kraje – sk. B

Jednotlivé ročníky
Legenda: Z - zápasy, V - výhry, R - remízy, P - porážky, VG - vstřelené góly, OG - obdržené góly, +/- - rozdíl skóre, B - body, červené podbarvení - sestup, zelené podbarvení - postup, fialové podbarvení - reorganizace, změna skupiny či soutěže
| Česko (2004– ) |                                        |        |    |    |    |    |    |    |     |    |        |
| Sezóny         | Liga                                   | Úroveň | Z  | V  | R  | P  | VG | OG | +/- | B  | Pozice |
| 2004/05        | I. B třída Středočeského kraje – sk. B | 7      | 26 | 20 | 2  | 4  | 96 | 20 | +76 | 62 | 1.     |
| 2005/06        | I. A třída Středočeského kraje – sk. B | 6      | 26 | 17 | 5  | 4  | 56 | 27 | +29 | 56 | 1.     |
| 2006/07        | Přebor Středočeského kraje             | 5      | 30 | 12 | 6  | 12 | 44 | 52 | -8  | 42 | 8.     |
| 2007/08        | Přebor Středočeského kraje             | 5      | 28 | 10 | 4  | 14 | 48 | 57 | -9  | 34 | 12.    |
| 2008/09        | Přebor Středočeského kraje             | 5      | 30 | 11 | 5  | 14 | 45 | 49 | -4  | 38 | 10.    |
| 2009/10        | Přebor Středočeského kraje             | 5      | 30 | 15 | 8  | 7  | 63 | 38 | +25 | 53 | 3.     |
| 2010/11        | Přebor Středočeského kraje             | 5      | 30 | 13 | 7  | 10 | 53 | 44 | +9  | 46 | 6.     |
| 2011/12        | Přebor Středočeského kraje             | 5      | 30 | 15 | 3  | 12 | 49 | 46 | +3  | 48 | 4.     |
| 2012/13        | Divize B                               | 4      | 30 | 15 | 7  | 8  | 46 | 28 | +18 | 52 | 5.     |
| 2013/14        | Divize B                               | 4      | 30 | 10 | 6  | 14 | 39 | 43 | -4  | 36 | 11.    |
| 2014/15        | Divize B                               | 4      | 30 | 11 | 6  | 13 | 35 | 39 | -4  | 42 | 11.    |
| 2015/16        | Divize B                               | 4      | 30 | 9  | 9  | 12 | 48 | 54 | -6  | 41 | 12.    |
| 2016/17        | Divize B                               | 4      | 30 | 9  | 6  | 15 | 27 | 39 | -12 | 37 | 12.    |
| 2017/18        | Divize B                               | 4      | 30 | 12 | 8  | 10 | 48 | 43 | +5  | 50 | 8.     |
| 2018/19        | I. A třída Středočeského kraje – sk. B | 6      | 30 | 6  | 7  | 17 | 39 | 75 | -36 | 28 | 15.    |
| 2019/20        | I. B třída Středočeského kraje – sk. B | 7      | 13 | 9  | 0  | 4  | 29 | 21 | +8  | 27 | 3.     |
| 2020/21        | I. B třída Středočeského kraje – sk. D | 7      | 8  | 6  | 2  | 0  | 28 | 5  | +23 | 2  | 1.     |
| 2021/22        | I. B třída Středočeského kraje – sk. D | 7      | 26 | 18 | 6  | 2  | 70 | 18 | +52 | 60 | 2.     |
| 2022/23        | I. A třída Středočeského kraje – sk. B | 6      | 30 | 12 | 10 | 8  | 59 | 60 | -1  | 46 | 7.     |
| 2023/24        | I. A třída Středočeského kraje – sk. B | 6      | 30 | 13 | 7  | 10 | 50 | 53 | -3  | 46 | 4.     |
| 2024/25        | I. A třída Středočeského kraje – sk. B | 6      | 30 | 9  | 7  | 14 | 53 | 63 | -10 | 34 | 11.    |

Poznámky:
- 2019/20: Sezona nedohrána kvůli pandemii covidu-19.
- 2020/21: Sezona nedohrána kvůli pandemii covidu-19.